# Palacio Bo

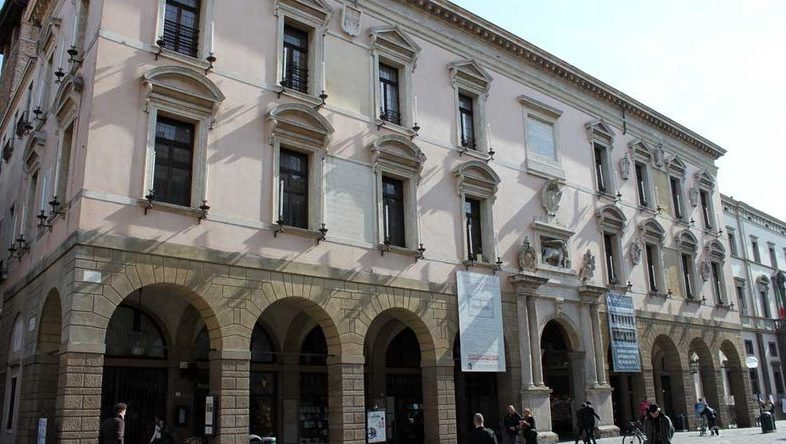
Fachada principal del Palacio Bo.

El Palacio Bo (Palazzo Bo en italiano) se trata del edificio principal de la Universidad de Padua, situado en el centro de Padua, frente al Palacio Moroni, sede del consistorio de la ciudad.
En los primeros decenios del siglo XVI se lleva a cabo el traslado de las diferentes escuelas, diseminadas por diferentes barrios de la ciudad, al complejo de edificios conocidos con el nombre de Palacio Bo, apelativo que deriva del emblema del famoso hotel Hospitium Bovis, o albergue del buey (“Bo” en lengua véneta), situado cerca de la antigua calle de las carnicerías. Pero ya a finales del siglo XIII surgían en esta área grupos de casas pertenecientes al patriciado de la ciudad, entre las cuales se hallaba precisamente la que más adelante fue ocupada por el Hospitium Bovis.
Las obras de reforma para uso universitario comenzaron en 1493 y se concluyeron a principios del siglo XVII, mientras una nueva serie de intervenciones se realizó a partir de 1889. El edificio en su totalidad, incluido el patio moderno, fue completado entre 1938 y 1942, por voluntad del entonces Rector Carlo Anti, por obra del Arquitecto Ettore Fagiuoli, mientras la decoración artística y el mobiliario son obra del famoso arquitecto Gio Ponti.

## El patio antiguo y los blasones

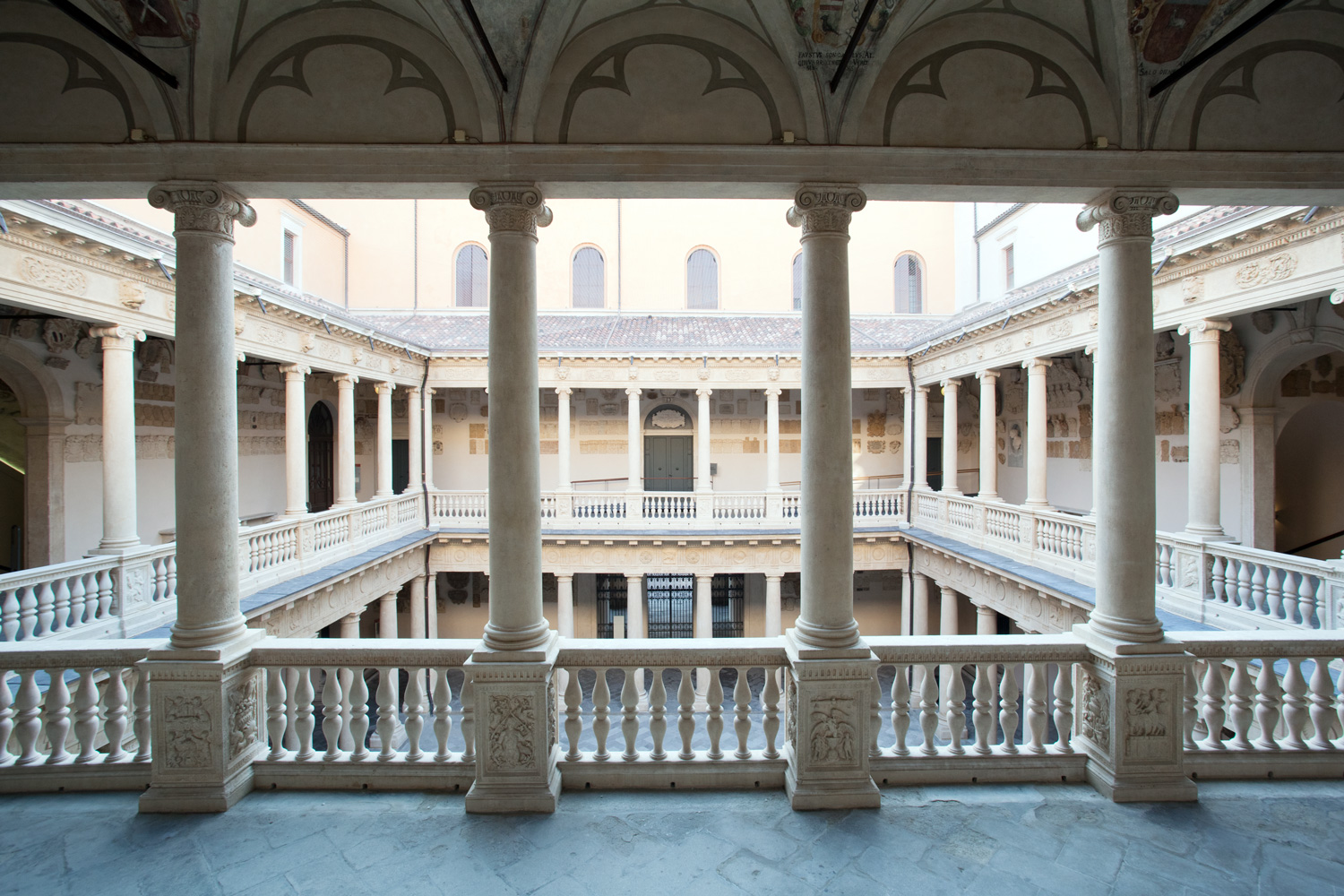
Patio Antiguo del Palacio Bo.

Iniciado en 1546, es obra de Andrea Moroni, el mayor arquitecto de Padua en torno a mediados del siglo XVI. Se trata de una de las construcciones más bellas del Renacimiento en la ciudad, rodeado por una logia doble con dos órdenes, con columnas dóricas en el orden inferior y jónicas en el superior. Las paredes y las bóvedas de los soportales están completamente decoradas con los blasones de los rectores y de los consejeros de las dos universitates, artista y jurista, que se remontan a los años que van desde 1592 hasta 1688, año en el cual la República de Venecia se vio obligada a prohibir la colocación de “otras memorias en el Bo”, tanto para frenar los exhibicionismos como para que la necesidad de dejar sitio a nuevas series no agravara la destrucción de los más antiguos. También el Aula Magna está decorada con blasones originales.

## Aula Magna

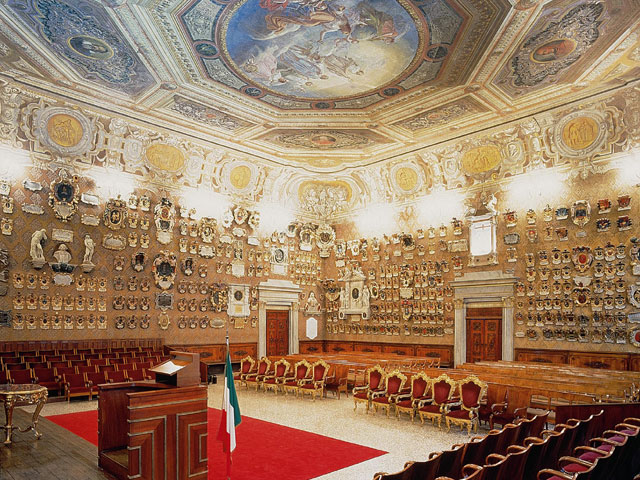
Aula Magna del Palacio Bo.

Desde el siglo XVI hasta el XVIII hospedó la “Escuela grande de los legistas” y se dieron lecciones: en ella enseñó también Galileo Galilei, al cual el aula está hoy dedicada.
En la primera mitad del siglo XIX sirvió como aula de dibujo. Para ser destinada a Aula Magna fue restaurada (1854-56) y decorada con los frescos del techo, en cuyo centro se halla la alegoría La sabiduría y las demás disciplinas, obra del pintor Giulio Carlini.
La pared del fondo, donde toman asiento los miembros del Senado Académico durante las ceremonias más importantes (inauguración del curso académico, otorgamiento de licenciaturas honoris causa, etc;) es obra de Gio Ponti (1942). En ella se puede leer el antiguo lema de la Universidad: Universa Universis Patavina Libertas.

## Sala de los cuarenta

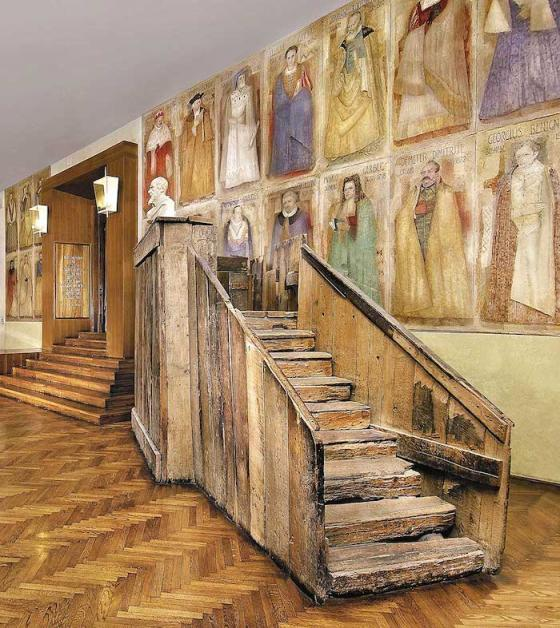
Cátedra de Galileo en la Sala de los Cuarenta.

La sala toma el nombre de los 40 retratos colocados en sus paredes: se trata de extranjeros ilustres, estudiantes en Padua pero provenientes de todos los países de Europa.
Realizados en témpera por Giangiacomo dal Forno (1942), sin llegar a pretender fidelidad iconográfica, estos retratan entre otros a: Antonio Augustin, español, embajador de papas y de Felipe II; Michel de L’Hospital, francés, colaborador de Catalina de Médici y canciller de Francia; Thomas Linacre, inglés, médico de Enrique VIII y docente en Oxford; William Harvey, inglés, célebre por sus estudios acerca de la circulación de la sangre y fundador de la escuela médica inglesa; Olof Rudbek el Viejo, sueco, docente de botánica, anatomía y medicina en la Universidad de Uppsala, promotor de un jardín botánico sobre el modelo paduano; Thomas Bartholin, danés, uno de los fundadores de la escuela médica danesa; Nicolás de Cusa, ilustre filósofo alemán del siglo XV y cardenal; Werner Rolfinck, alemán, promotor de los estudios de anatomía y química en Alemania; Peter Vasiljevic Postnikov, ruso, enviado a Padua por Pedro I el Grande para estudiar medicina; Esteban Báthory, húngaro que se convirtió en rey de Polonia en 1576; Juan Capodistria, griego, nombrado en 1828 presidente dictador del gobierno helénico; Emanuele Sciascian, armenio, médico de la corte imperial de Constantinopla y promotor del primer instituto superior de medicina en Turquía.

### Cátedra de Galileo
La Sala de los Cuarenta hospeda la cátedra que, según la tradición, montaron los estudiantes con el fin de que Galileo pudiera enseñar en la “sala grande de los legistas” (la actual Aula Magna), al no caber en las otras aulas la muchedumbre que acudía a sus lecciones. La cátedra fue conservada en el Aula Magna hasta mediados del siglo XIX. Galileo enseñó en la Universidad de Padua durante dieciocho años (1592-1610) que recordó como los mejores de su vida. Fue muy admirado por los estudiantes y tutelado por el gobierno veneciano, en Padua dio inicio al método científico moderno.

## Teatro anatómico

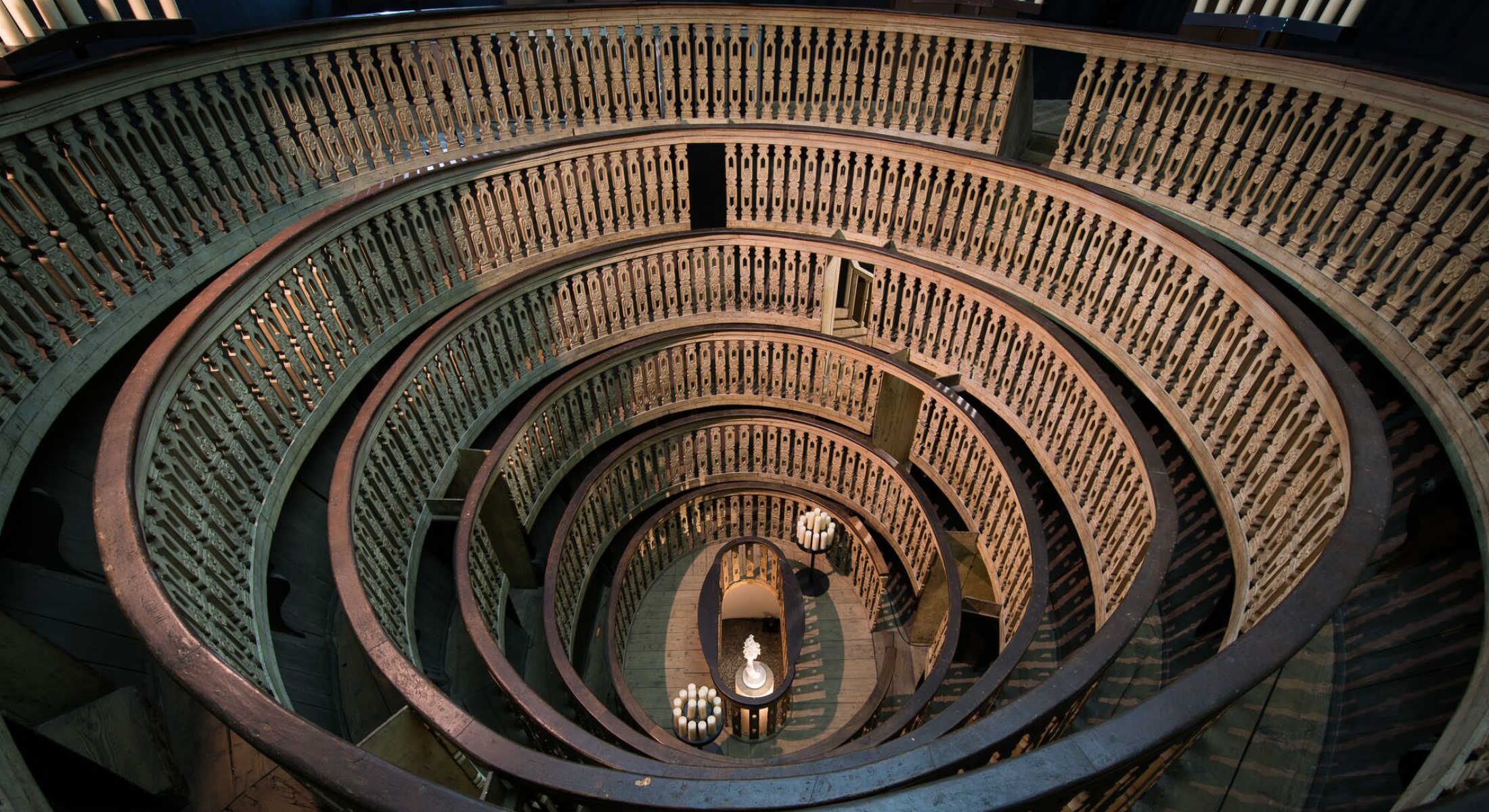
Teatro anatómico del Palacio Bo.

Encargaron su construcción en 1594 al célebre profesor de anatomía Girolamo Fabrizi d’Acquapendente siguiendo las sugerencias de fray Paolo Sarpi. Primer teatro estable del mundo; ya que previamente, para asistir a las autopsias, se construían estructuras desmontables. Es el más antiguo y está aún perfectamente conservado.
Es una estructura de madera con forma de cono al revés, con planta elíptica, con seis órdenes concéntricos de peldaños que se elevan alrededor de la mesa de anatomía. Los balaustres son de madera de nogal tallado. En su origen las
ventanas eran ciegas (se abrieron sólo en 1844) y la lección de anatomía se llevaba a cabo a la luz de las velas y antorchas.
Utilizado para le enseñanza hasta 1872, el Teatro sufrió modificaciones en los años 1842-44 y fue restaurado en 1991-92. En la salita adyacente al Teatro, llamada en el pasado “cocina” del mismo teatro, es decir, lugar en el que se preparaban los cuerpos que se tenían que seccionar, hay una pequeña exposición permanente.

## Aula de medicina

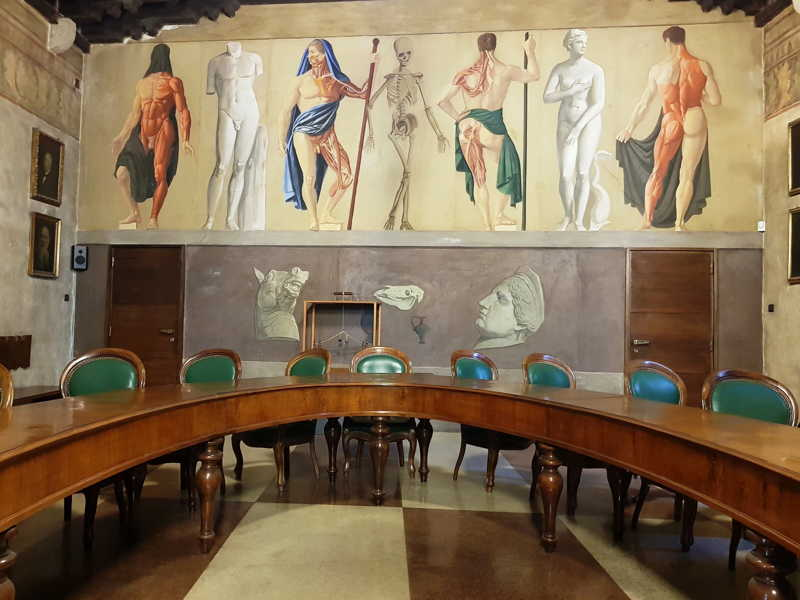
Aula de medicina del Palacio Bo.

Una de las salas académicas más bonitas y entre las más antiguas del edificio, es el aula que hoy hospeda las discusiones de las tesis de licenciatura de los estudiantes de medicina y de otras facultades. Es la única aula en la que se impartían las lecciones teóricas de anatomía, pero sus orígenes son más remotos. El techo de artesones tallados, perfectamente conservado, y el friso típicamente medieval que decora las paredes, recuerdan que la sala formaba parte de una de las tres casas nobiliarias de la familia Carrara, que en el siglo XIV constituían el núcleo sobre el que surgió la posada del Bo.

## Primera mujer graduada del mundo
Sobre la base de una de las dos amplias escalinatas que conducen al pórtico superior del Patio Antiguo está situada la estatua de Elena Lucrezia Cornaro Piscopia, la primera mujer graduada en el mundo, que en 1678 consiguió la licenciatura en filosofía en la Universidad de Padua.